# 4. primorsko-goranska 13. divizije (NOVJ)
Za druge 4. brigade glejte 4. brigada.
4. primorsko-goranska 13. divizije je bila brigada v sestavi Narodnoosvobodilne vojske in partizanskih odredov Jugoslavije in ki je delovala med drugo svetovno vojno na področju Kraljevine Jugoslavije.

## Organizacija
- štab
- 4x bataljon